# Sigridsholmssjön
Sigridsholmssjön är en sjö i Sigtuna kommun i Uppland och ingår i Norrströms huvudavrinningsområde. Sjön har en area på 0,269 kvadratkilometer och ligger 15 meter över havet. Sjön avvattnas av vattendraget Vidboån.

## Delavrinningsområde
Sigridsholmssjön ingår i det delavrinningsområde (661943-669775) som SMHI kallar för Mynnar i Storån. Medelhöjden är 26 meter över havet och ytan är 54,92 kvadratkilometer. Det finns inga avrinningsområden uppströms utan avrinningsområdet är högsta punkten. Vidboån som avvattnar avrinningsområdet har biflödesordning 5, vilket innebär att vattnet flödar genom totalt 5 vattendrag innan det når havet efter 110 kilometer. Avrinningsområdet består mestadels av skog (49 procent), öppen mark (10 procent) och jordbruk (38 procent). Avrinningsområdet har 0,41 kvadratkilometer vattenytor vilket ger det en sjöprocent på 0,7 procent.